# Никола Петров (полковник)
Никола Атанасов Петров е български офицер (полковник), военен педагог и военен юрист, прокурор, председател на Военно-касационния съд.

## Биография
Роден е на 8 ноември 1878 година в неврокопското село Либяхово. Веднага след Руско-турската война (1877 – 1878) родителите му се преселват в новооснованото Княжество България. Най-напред се установяват в Ихтиман, а после в София, където той завършва гимназия, а след това Военното на Н. В. училище. На 1 януари 1899 година е произведен в първи офицерски чин, подпоручик от артилерията. След няколко години се явява на конкурс за следване във Военно-юридическа академия в Санкт Петербург, постъпва в нея в 1904 година и я завършва в 1907 година.
Започва работа във Военно-съдебното ведомство като заместник-прокурор в Русенския военен съд. Скоро след това е назначен за лектор по военно-углавно право във Военното училище, където го заварва Балканската война. Отива на бойното поле като началник на артилерията при Сборната конна бригада, участва при пленяването на Явер паша и бива награден с орден „За храброст“ IV степен. След края на военните действия е назначен за военен следовател по офицерските дела при военно-полевия съд на Втора армия. На тази длъжност го заварва демобилизацията.
Назначен е за юрисконсулт на Военното министерство и е лектор по военно-углавно право във Военното училище.
На 14 юли 1913 година е произведен в първи щаб-офицерски чин. След началото на Първата световна война е прокурор на полевия военен съд при Втора тракийска дивизия, председател на Македонския, Преспанския и Вардарския полеви военен съд през Първата световна война. След служба във Военно-касационния съд напуска армията, после отново постъпва на военна служба. Заема длъжността председател на Военно-касационния съд.
Никола Петров е един от авторите на Дисциплинарния устав; издава пълен коментар на Устава, който служи като настолна книга за офицерите. Автор на много статии по военно-углавно право.
Умира внезапно на 3 април 1925 година.

## Военни звания
- Подпоручик (1899)
- Подполковник (1 октомври 1916)
- Полковник (1 април 1919)